# Kola (canción)
«Kola» es una canción de la banda finlandesa de rock alternativo The Rasmus, originalmente lanzada en el álbum Playboys segundo de la banda, el 29 de agosto de 1997.
El sencillo fue lanzado en 1997 por el sello Warner Music Finland. Fue el segundo sencillo del álbum Playboys e incluía sólo la pista "Kola".
Kola es una canción más pesada en comparación con las otras pistas de Playboys. La canción es acerca de la cola ("Kola" es la palabra finlandés para la "Cola"). La banda fue en el momento apoyar Pepsi, que claramente puede ver en la portada de la CD sencillo.

## Lista de canciones
1. «Kola» - 3:41